# Teamfilm

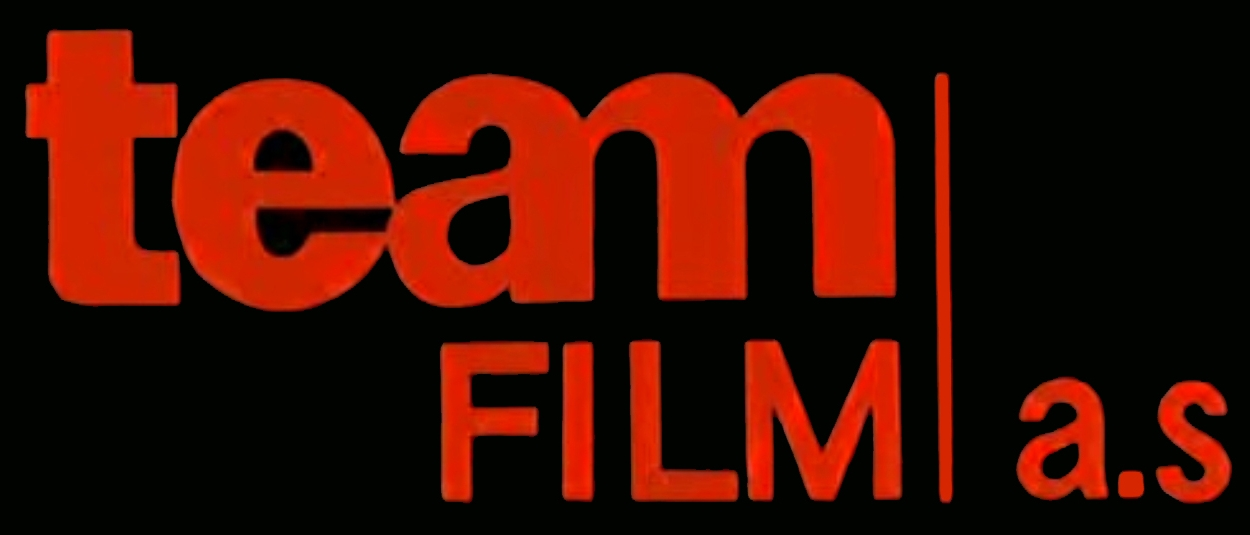
Logo von Teamfilm A/S.

Teamfilm A/S war eine norwegische Filmgesellschaft, die von 1962 bis 1994 eine Reihe von in Norwegen populären Spielfilmen produzierte sowie auch teilweise bei einigen skandinavischen und internationalen Filmen mitwirkte.

## Geschichte
Die Gesellschaft wurde von den Filmregisseuren Knut Andersen (1931–2019) und Knut Bohwim (1931–2020) und den Komponisten und Produzenten Egil Monn-Iversen (1928–2017) gegründet. Einer der ersten Filme war 1962 Monn-Iversens Projekt Operasjon Løvsprett. Ebenfalls zu den Gründern der Filmgesellschaft gehörte der Kameramann Mattis Mathiesen (1924–2010). Die Teamfilm-Gesellschaft produzierte seit den 1960er-Jahren mehrere norwegische Spielfilme und Filmkomödien mit großen Publikums- und Kassenerfolgen, wie unter anderem die Filme Operasjon Løvsprett und Hurra for Andersens. Zu den bekanntesten Projekten von Teamfilm mit ebenfalls großem Kinokassenerfolg zählte die 13-teilige norwegische Olsenbanden-Filmreihe von 1969 bis 1984. Der 14. und letzte Film der norwegischen Olsenbande aus dem Jahr 1999 wurde erst nach Auflösung der Filmgesellschaft unter Regie des Teamfilm-Gründers Knut Bohwim durch Nordisk Film und TV2 produziert. Die Neuverfilmungen beruhten auf der Vorlage der dänischen Olsenbande-Kriminalkomödien-Reihe. Teamfilm hatte ein Filmstudio in den Räumen des Søilen Teaters in Oslo. 1981 kam das norwegische Kirchen- und Bildungsministerium (heutiges Kulturministerium) zu dem Schluss, dass „die einheimischen etablierten Filmproduzenten Norsk Film A/S, Teamfilm und EMI-Produksjon (im Besitz von Egil Monn-Iversen) für 75 von 99 Filme gestanden hatte, die in den 1970er Jahren in Norwegen uraufgeführt worden. Es sei somit eine gewisse Stabilität in der Filmlandschaft in Norwegen erreicht.“
Der Film Frida – mit dem Herzen in der Hand aus dem Jahr 1994 von Teamfilm wurde zu einem Misserfolg und Flop. Aufgrund hoher Produktionskosten und dem geringeren kommerziellen Erfolg, als eigentlich erhofft, stürzte die Filmgesellschaft in eine finanzielle Bedrängnis. Aufgrund der Schulden und Defizite stellte die Teamfilm ihre Filmproduktion letztendlich ein, und es mussten die beteiligten Gesellschafter das Unternehmen 1994 schließlich erkaufen. Die meisten Gründer der Filmgesellschaft gingen nach Auflösung Mitte der 1990er Jahre in ihren Ruhestand. Teamfilm wurde mit ihren Rechten an den Filmproduktionen an die VIP Scandinavia verkauft, die diese vor ihren eigenen Konkurs weiter an die VCM verkaufte. Die Odyssee von Teamfilm ging noch weiter: die VCM verkaufte an Triangelfilm, später an Polygram, die sie an Esselte veräußerte, die wiederum dann die Rechte an ihre Tochter FilmNet abtrat. Von dort gelangten die Rechte an die Kommunenes Filmcentral A/S (KF), die der Stadt Oslo gehörte.

## Filme
| Premiere Jahr      | Titel                                                             | Regie                                                                           | Drehbuch                                                                                 | Musik                             | Hauptrollen | Mitproduzent                                                                                             | Andere                                 |
| ------------------ | ----------------------------------------------------------------- | ------------------------------------------------------------------------------- | ---------------------------------------------------------------------------------------- | --------------------------------- | --- | --- | -------------------------------------- |
| 13. August 1962    | Operasjon Løvsprett                                               | Knut Andersen                                                                   | Bias Bernhoft, Rolf Sand                                                                 | Egil Monn-Iversen                 | Rolf Just Nilsen, Arve Opsahl, Odd Borg, Sølvi Wang, Tore Foss                                                           | Norena Film                                                                                              |                                        |
| 21. Oktober 1963   | Elskere                                                           | Nils R. Müller                                                                  | Terje Stigen                                                                             | Egil Monn-Iversen                 | Ingerid Vardund, George Fant, Wenche Myhre, Pål Skjønberg, Gisle Straume                                                 | EMI Produksjon                                                                                           |                                        |
| 10. Februar 1964   | Operasjon sjøsprøyt                                               | Knut Bohwim                                                                     | Bias Bernhoft und Bjørn Sand                                                             | Egil Monn-Iversen                 | Arve Opsahl, Bottolph Johansen, Rolf Just Nilsen, Per Asplin, Arne Bendiksen, Odd Borg, Oddvar Sanne, Tore Foss          | |                                        |
| 12. Dezember 1964  | Nydelige nelliker                                                 | Knut Andersen                                                                   | Bjørn Bergh-Pedersen                                                                     | Egil Monn-Iversen                 | Arve Opsahl, Odd Borg, Erik Lassen                                                                                       | |                                        |
| 1965               | Skjær i sjøen                                                     | Tancred Ibsen                                                                   | Egil Monn-Iversen                                                                        |                                   | Henki Kolstad, Tone Danielsen, Solfrid Heier, Kai Remlov                                                                 | |                                        |
| 1. September 1966  | Hurra for Andersens!                                              | Knut Andersen                                                                   | Sigbjørn Hølmebakk                                                                       | Egil Monn-Iversen                 | Arve Opsahl, Aud Schønemann, Rolv Wesenlund, Elsa Lystad                                                                 | |                                        |
| 26: August 1966    | Karriere (À belles dents)                                         | Pierre Gaspard-Huit                                                             | Will Berthold, Jean-Loup Dabadie, Pierre Gaspard-Huit                                    | Jacques Loussier                  | Mireille Darc, Jacques Charrier, Daniel Gélin, Peter van Eyck, Paul Hubschmid, Erika Remberg, Ilse Steppat, Tilda Thamar | Chronos Film, Société Nouvelle de Cinématographie (SNC)                                                  |                                        |
| 12. August 1968    | Sus og dus på by’n                                                | Knut Andersen, Knut Bohwim                                                      | Egil Lian                                                                                | Egil Monn-Iversen                 | Arve Opsahl, Carsten Byhring, Aud Schønemann                                                                             | |                                        |
| 12. August 1969    | Olsenbanden (Operasjon Egon)                                      | Knut Bohwim                                                                     | Henning Bahs, Erik Balling                                                               | Egil Monn-Iversen                 | Arve Opsahl, Sverre Holm, Carsten Byhring, Aud Schønemann, Sverre Wilberg                                                | |                                        |
| 5. Oktober 1968    | Smuglere                                                          | Rolf Clemens                                                                    | Liv Clemens, Arthur Omre                                                                 | Egil Monn-Iversen                 | Baard Owe, Elsa Lystad, Arne Aas                                                                                         | |                                        |
| 24. Februar 1969   | Brent jord                                                        | Knut Andersen                                                                   | Sigbjørn Hølmebakk                                                                       | Egil Monn-Iversen                 | Rolf Søder, Anne-Lise Tangstad, Kåre Tannvik                                                                             | |                                        |
| 27. Juni 1969      | Klabautermannen                                                   | Henning Carlsen                                                                 | Poul Borum, Henning Carlsen und nach Vorlage von Aksel Sandemose                         | Finn Savery                       | Lise Fjeldstad, Hans Stormoen, Claus Nissen                                                                              | Nordisk Film, Sandrews                                                                                   | Skandinavische Gemeinschaftsproduktion |
| 2. März 1970       | Skulle det dukke opp flere lik er det bare å ringe                | Knut Bohwim                                                                     | Jack Popplewell, Jon Lennart Mjøen                                                       | Egil Monn-Iversen                 | Aud Schønemann, Arve Opsahl, Thorleif Reiss                                                                              | EMI Produksjon                                                                                           |                                        |
| 30. März 1970      | Operasjon V for vanvidd                                           | Rolf Clemens                                                                    |                                                                                          |                                   | Veslemøy Haslund, Totto Osvold, Kolbjørn Buøen                                                                           | |                                        |
| 10. August 1970    | Olsenbanden og Dynamitt-Harry                                     | Knut Bohwim                                                                     | Henning Bahs, Erik Balling                                                               | Bent Fabricius-Bjerre             | Arve Opsahl, Sverre Holm, Carsten Byhring, Aud Schønemann, Harald Heide-Steen junior, Sverre Wilberg                     | |                                        |
| 26. Dezember 1970  | Balladen om mestertyven Ole Høiland                               | Knut Andersen                                                                   | Knut Andersen, Harald Tusberg                                                            | Egil Monn-Iversen                 | Per Jansen, Sverre Hansen, Aud Schønemann                                                                                | Contact Film, EMI-Produksjon A/S                                                                         |                                        |
| 1971               | Sognesaft                                                         | Arne Philip Fraas                                                               |                                                                                          | Egil Monn-Iversen                 | Tom Harry Halvorsen, Magne Johan Lunde, Rolf Skogstrand                                                                  | | Musikfilm von der Rockegruppe Saft     |
| 14. Februar 1972   | Norske byggeklosser                                               | Pål Bang-Hansen                                                                 |                                                                                          | Egil Monn-Iversen                 | Rolv Wesenlund, Bjørn Sand, Thea Stabell                                                                                 | EMI Produksjon                                                                                           |                                        |
| 17. Januar 1972    | Kjære lille Norge                                                 | Knut Bohwim, Einar Schanke                                                      | Bias Bernhoft, Dag Frøland, Alfred Næss, Bjørn Sand, Einar Schanke                       |                                   | A/S Revyteater | |                                        |
| 9. August 1972     | Olsenbanden tar gull                                              | Knut Bohwim                                                                     | Henning Bahs, Erik Balling                                                               | Bent Fabricius-Bjerre             | Arve Opsahl, Sverre Holm, Carsten Byhring, Aud Schønemann, Harald Heide-Steen junior                                     | |                                        |
| 12. Februar 1973   | Jentespranget                                                     | Knud Leif Thomsen                                                               | Sigbjørn Hølmebakk, Knud Leif Thomsen                                                    | Alf Cranner                       | Ingerid Vardund, Roy Bjørnstad, Rolf Søder                                                                               | |                                        |
| 26. Dezember 1973  | Olsenbanden og Dynamitt-Harry går amok                            | Knut Bohwim                                                                     | Henning Bahs, Erik Balling                                                               | Bent Fabricius-Bjerre             | Arve Opsahl, Sverre Holm, Carsten Byhring, Aud Schønemann, Pål Johannessen, Harald Heide-Steen junior, Sverre Wilberg    | |                                        |
| 15. August 1974    | Olsenbanden møter kongen og knekten                               | Knut Bohwim                                                                     | Henning Bahs, Erik Balling, Oskar Steingrimsen                                           | Bent Fabricius-Bjerre             | Arve Opsahl, Sverre Holm, Carsten Byhring, Aud Schønemann, Pål Johannessen, Sverre Wilberg, Henki Kolstad, Frank Robert  | |                                        |
| 25. Oktober 1974   | Under en steinhimmel (Под каменным небом)                         | Knut Andersen, Igor Fjodorowitsch Maslennikow, Stanislaw Iossifowitsch Rostozki | Sigbjørn Hølmebakk                                                                       | Wladimir Daschkewitsch            | Arne Lie, Veslemøy Haslund, Bernhard Ramstad, Kåre Tannvik, Dan Fosse, Ragnhild Michelsen, Solfrid Heier, Nils Utsi      | Lenfilm, Perwoe Twortscheskoe Obedinenie                                                                 |                                        |
| 7. August 1975     | Olsenbandens siste bedrifter                                      | Knut Andersen                                                                   | Henning Bahs, Erik Balling                                                               | Bent Fabricius-Bjerre             | Arve Opsahl, Sverre Holm, Carsten Byhring, Aud Schønemann, Harald Heide-Steen junior, Sverre Wilberg                     | |                                        |
| 26. Dezember 1975  | Tut og kjør                                                       | Knut Bohwim                                                                     |                                                                                          | Per A. Anonsen                    | Yngvar Numme, Tor Erik Gunstrøm, Øyvind Klingberg                                                                        | |                                        |
| 1975               | Glade vrinsk                                                      | Knut Bohwim                                                                     | Arne Christiansen, Barthold Halle, Toralv Maurstad, Rolf Just Nilsen, Oskar Steingrimsen | Tom Matsen, Bjørn Rosten          | Arve Opsahl, Aud Schønemann, Rolf Just Nilsen, Elsa Lystad, Willie Hoel, Turid Haaland, Sverre Holm                      | |                                        |
| 4. März 1976       | Den sommeren jeg fylte 15                                         | Knut Andersen                                                                   | Knut Andersen, Knut Faldbakken                                                           | Eyvind Solås                      | Steffen Rothschild, Anne-Lise Tangstad, Kaare Kroppan                                                                    | |                                        |
| 20. November 1976  | Privatdetektiv Agaton Sax (Agaton Sax och Byköpings gästabud)     | Stig Lasseby                                                                    | Nils-Olof Franzén, Leif Krantz                                                           | Charles Redland                   | Olof Thunberg, Stig Grybe, Isa Quensel                                                                                   | Svensk Filmindustri (SF), Svenska Filminstitutet (SFI)                                                   |                                        |
| 26. Dezember 1976  | Olsenbanden for full musikk                                       | Knut Bohwim                                                                     | Henning Bahs, Erik Balling, Oskar Steingrimsen                                           | Bent Fabricius-Bjerre             | Arve Opsahl, Sverre Holm, Carsten Byhring, Aud Schønemann, Harald Heide-Steen junior, Sverre Wilberg                     | |                                        |
| 11. Oktober 1977   | Olsenbanden og Dynamitt-Harry på sporet                           | Knut Bohwim                                                                     | Henning Bahs, Erik Balling, Per A. Anonsen, Andreas Diesen                               | Bent Fabricius-Bjerre             | Arve Opsahl, Sverre Holm, Carsten Byhring, Aud Schønemann, Harald Heide-Steen junior, Sverre Wilberg                     | |                                        |
| 18. August 1978    | Olsenbanden og Data-Harry sprenger verdensbanken                  | Knut Bohwim                                                                     | Henning Bahs, Erik Balling, Per A. Anonsen, Alfred Næss                                  | Bent Fabricius-Bjerre             | Arve Opsahl, Sverre Holm, Carsten Byhring, Aud Schønemann, Harald Heide-Steen junior, Sverre Wilberg                     | |                                        |
| 9. Februar 1979    | Vi spillopper                                                     | Knut Bohwim, Yngvar Numme                                                       | Yngvar Numme, Alfred Næss                                                                | Øyvind Klingberg, Carsten Klouman | Grethe Kausland, Benny Borg, Yngvar Numme                                                                                | Jørg-Fr. Ellertsen                                                                                       |                                        |
| 7. September 1979  | Olsenbanden og Dynamitt-Harry mot nye høyder                      | Knut Bohwim                                                                     | Henning Bahs, Erik Balling, Sverre Holm, Øyvind Thorsen                                  | Bent Fabricius-Bjerre             | Arve Opsahl, Sverre Holm, Carsten Byhring, Aud Schønemann, Harald Heide-Steen junior, Sverre Wilberg                     | |                                        |
| 30. Oktober 1980   | Belønningen                                                       | Bjørn Lien                                                                      |                                                                                          | Fuzzy (Jens-Wilhelm Pedersen)     | Rolf Søder, Joachim Calmeyer, Elsa Lystad                                                                                | |                                        |
| 28. August 1981    | Olsenbanden gir seg aldri!                                        | Knut Bohwim                                                                     | Henning Bahs, Erik Balling, Per A. Anonsen                                               | Bent Fabricius-Bjerre             | Arve Opsahl, Sverre Holm, Carsten Byhring, Aud Schønemann, Harald Heide-Steen junior, Sverre Wilberg                     | |                                        |
| 25. Dezember 1981  | Pelle Ohneschwanz (Pelle Svanseløs)                               | Jan Gissberg, Stig Lasseby                                                      | Gösta Knutsson, Leif Krantz                                                              | Berndt Egerbladh                  | Mats Åhlfeldt, Ewa Fröling, Ernst-Hugo Järegård                                                                          | Sandrews, Svenska Filminstitutet (SFI), Treklövern                                                       | Film-Labor                             |
| 26. Juli 1982      | Henrys bakværelse                                                 | Gianni Lepre                                                                    |                                                                                          | Lars Martin Myhre                 | Svein Sturla Hungnes, Roy Hansen, Frøydis Armand, Are Storstein                                                          | |                                        |
| 17. September 1982 | Olsenbandens aller siste kupp                                     | Knut Bohwim                                                                     | Henning Bahs, Erik Balling, Per A. Anonsen                                               | Bent Fabricius-Bjerre             | Arve Opsahl, Sverre Holm, Carsten Byhring, Aud Schønemann, Harald Heide-Steen junior, Sverre Wilberg                     | |                                        |
| 1982               | Sjörövarfilmen                                                    | Jan Gissberg                                                                    | Lennart Hellsing, Poul Ströyer                                                           | Per Myrberg                       | | Svenska Filminstitutet (SFI)                                                                             |                                        |
| 6. September 1984  | ...men Olsenbanden var ikke død!                                  | Knut Bohwim                                                                     | Knut Bohwim, Gustav Kramer                                                               | Bent Fabricius-Bjerre             | Arve Opsahl, Carsten Byhring, Sverre Holm, Aud Schønemann, Harald Heide-Steen junior, Sverre Wilberg                     | |                                        |
| 1. Oktober 1985    | Hard asfalt                                                       | Sølve Skagen                                                                    |                                                                                          | Marius Müller                     | Kristin Kajander, Frank Krog, Marianne Nielsen                                                                           | Filmkameratene A/S, The Norway Film Dev. Co. A/S, Skagen-Wadman Film & Video                             |                                        |
| 14. Dezember 1985  | Pelle auf großer Fahrt (Pelle Svansløs i Amerikatt)               | Jan Gissberg, Stig Lasseby                                                      | Gösta Knutsson, Leif Krantz                                                              | Berndt Egerbladh                  | | Farago Film, Filmhuset AS, Sandrews, Semic, Svenska Filminstitutet (SFI), Thorn EMI Screen Entertainment |                                        |
| 26. Dezember 1989  | Viva Villaveien!                                                  | Tor M. Tørstad                                                                  | Lennart Lidström                                                                         | Geir Bøhren, Bent Åserud          | NRK (Barne- og Ungdomsavdelingen)                                                                                        | Brasse Brännström, Minken Fosheim, Elin Thoresen                                                         |                                        |
| 1. Februar 1991    | Tunnelkind                                                        | Erhard Riedlsperger                                                             | Erhard Riedlsperger, Peter Zeitlinger                                                    | Michael Mautner                   | Volker Fuchs, Josef Griesser, Georges Kern                                                                               | |                                        |
| 22. August 1991    | Frida – mit dem Herzen in der Hand (Frida – med hjertet i hånden) | Berit Nesheim                                                                   | Torun Lian                                                                               | Geir Bøhren, Bent Åserud          | Maria Kvalheim, Ellen Horn, Helge Jorda                                                                                  | NRK (Barne- og Ungdomsavdelingen)                                                                        | Johan Ankerstjerne A/S                 |
| 26. Dezember 1994  | Fredrikssons fabrikk - The movie                                  | Bo Hermansson                                                                   | Andreas Markusson, Ronald Chesne                                                         | Egil Monn-Iversen                 | Magnus Härenstam, Brit Elisabeth Haagensli, Elsa Lystad, Anne Marie Ottersen, Aud Schønemann, Geir Kvarme, Hege Schøyen  | | Svenska Stuntgruppen                   |